# Mildred Cohn

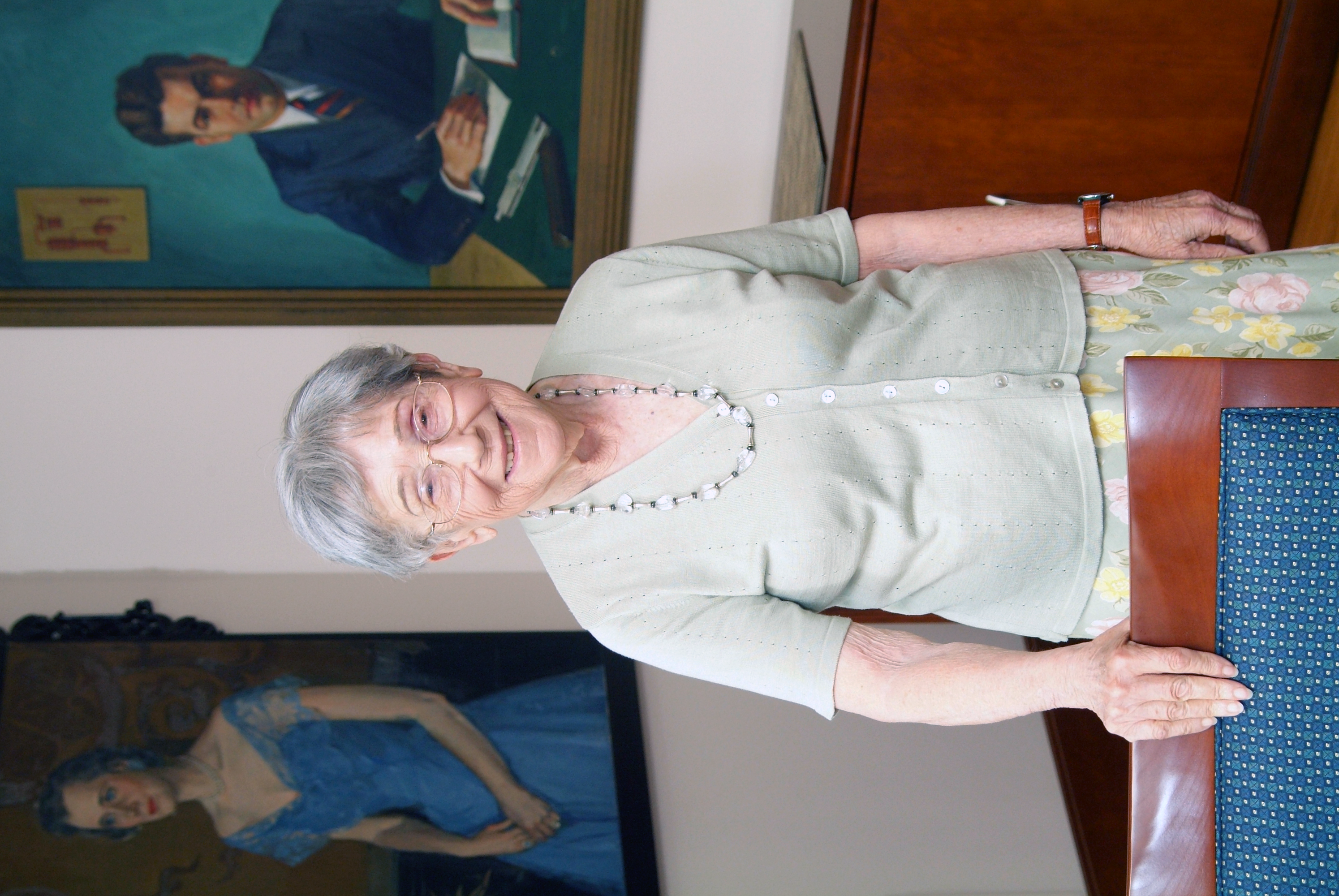
Mildred Cohn 2005

Mildred Cohn (* 12. Juli 1913 in New York City; † 12. Oktober 2009 in Philadelphia) war eine US-amerikanische Biochemikerin und Biophysikerin. Ihr gelangen bahnbrechende Pionierarbeiten auf dem Gebiet der Kernspinresonanzspektroskopie.

## Leben
Cohn war jüdischer Abstammung. Sie promovierte 1939 an der Columbia University bei Harold C. Urey Mildred Cohn war 45 Jahre lang mit dem 1983 verstorbenen theoretischen Physiker Henry Primakoff, dem Entdecker des Primakoff-Effekts, verheiratet. Zuletzt war sie Benjamin Rush Professor Emerita of Physiological Chemistry an der University of Pennsylvania. Sie starb am 12. Oktober 2009 an den Folgen einer Lungenentzündung in einem Krankenhaus in Philadelphia.

## Wirken
Sie arbeitete auf dem Gebiet der Kernspinresonanzspektroskopie. Diese spektroskopische Methode ermöglicht die Untersuchung der Struktur und des Metabolismus von Enzymen und anderen Proteinen in chemischen Reaktionen. Cohn entwickelte hierbei Methoden und Anwendungen, die noch heute von vielen Forschern genutzt werden, um metabolische Prozesse auf molekularer Ebene zu untersuchen.

## Auszeichnungen
Einen Tag vor ihrem Tod wurde sie in die National Women’s Hall of Fame aufgenommen. Sie erhielt zudem unter anderem 1963 die Garvan-Olin-Medaille und 1982 die National Medal of Science und wurde in die American Academy of Arts and Sciences (1968), in die National Academy of Sciences (1971) und in die American Philosophical Society (1972) aufgenommen.